# Bossower See
Der Bossower See ist ein 55 Hektar großer See im Ortsteil Bossow der Stadt Krakow am See im Landkreis Rostock (Mecklenburg-Vorpommern).
Der Bossower See liegt, umgeben von Nadelwald, im Bossower Forst auf einer Höhe von 48,6 m ü. NHN. Westlich führt die Bahnstrecke Güstrow–Meyenburg in der Nähe vorbei, östlich die Bundesstraße 103, hinter der in 530 Metern Entfernung vom Bossower See das Ufer des Krakower Sees liegt. Seine größte nord-südliche Ausdehnung beträgt 1000 Meter, die west-östliche 750 Meter. Zuflüsse bilden kleine, die nähere Umgebung entwässernde Gräben. Nach Osten fließt das Gewässer in den Krakower See ab.
Der See und sein Umfeld sind Bestandteil des FFH-Gebietes Nebeltal mit Zuflüssen, verbundenen Seen und angrenzenden Wäldern.